# IWGP 인터콘티넨털 챔피언십

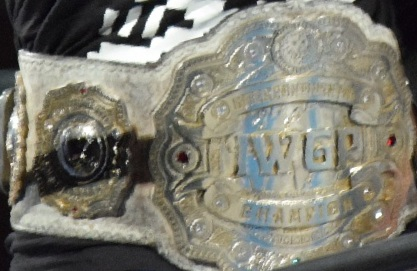

IWGP 인터콘티넨털 챔피언십(IWGP intercontinental championship)은 신일본 프로레슬링의 챔피언십중 하나다. 신일본 프로레슬링에서는 중간급 챔피언십을 나타낸다.

## 역사
신일본 프로레슬링의 챔피언쉽 가운데 하나. "대륙간 챔피언쉽"이라고도 한다. 신일본 프로레슬링의 2인자 격인 챔피언쉽이다. 비교적 태어난 지 얼마 되지 않은 챔피언쉽이지만 권위는 높은 편이어서 2인자라기보다는 1.5인자라고 할 수 있다.또한 대륙간이라는 말에 걸맞게 인터컨티넨탈 챔피언은 외국 원정을 자주 나가거나 혹은 외국 선수들을 도전자로 맞는 경우가 종종 있다. 무엇보다 초대 챔피언이 미국인인 MVP이다.

## 기록들
- 초대 챔피언 : 몬텔 본테비어스 포터
- 최다 획득 챔피언 : 나카무라 신스케 (5회)
- 최장 보유 기간 : 나카무라 신스케 (313일)
- 최단 보유 기간 : 라 솜브라 (50일)

## 역대 챔피언 선수 목록
| #  | 선수명               | 통산 | 날짜             | 보유기간 | 달성 대회                                         | 방어 | 내용                                                               |
| -- | -------------------- | ---- | ---------------- | -------- | ------------------------------------------------- | ---- | ------------------------------------------------------------------ |
| 1  | 몬텔 본테이어스 포터 | 1    | 2011년 5월 15일  | 148      | 신일본 인베이전 투어 2011 : 어택 온 이스트 코스트 | 2    | 토너먼트 결승에서 야노 토루를 꺾고 우승                            |
| 2  | 다나카 마사토        | 1    | 2011년 10월 10일 | 125      | 디스트럭션 2011                                   | 3    |                                                                    |
| 3  | 고토 히로오키        | 1    | 2012년 2월 12일  | 161      | 더 뉴 비기닝 2012                                 | 2    |                                                                    |
| 4  | 나카무라 신스케      | 1    | 2012년 7월 22일  | 313      | 키즈나 로드 2012                                  | 8    |                                                                    |
| 5  | 라 솜브라            | 1    | 2013년 5월 31일  | 50       | CMLL 슈퍼 비에르네스                              | 1    | 3전 2선승 경기                                                     |
| 6  | 나카무라 신스케      | 2    | 2013년 7월 20일  | 168      | 키즈나 로드 2013                                  | 3    |                                                                    |
| 7  | 타나하시 히로시      | 1    | 2014년 1월 4일   | 92       | 레슬 킹덤 8                                       | 1    |                                                                    |
| 8  | 나카무라 신스케      | 3    | 2014년 4월 6일   | 76       | 인베이전 어택 2014                                | 1    |                                                                    |
| 9  | 배드 럭 파레         | 1    | 2014년 6월 21일  | 92       | 도미니온                                          | 0    |                                                                    |
| 10 | 나카무라 신스케      | 4    | 2014년 9월 21일  | 224      | 디스트럭션 인 고베                                | 3    |                                                                    |
| 11 | 고토 히로오키        | 2    | 2015년 5월 3일   | 147      | 레슬링 돈타쿠 2015                                | 1    |                                                                    |
| 12 | 나카무라 신스케      | 5    | 2015년 9월 27일  | 120      | 디스트럭션 인 고베                                | 2    |                                                                    |
| 13 | 케니 오메가          | 1    | 2016년 2월 14일  | 126      | 더 뉴 비기닝 인 니가타                            | 1    | 나카무라 신스케의 WWE 진출로 인한 공석 타나하시 히로시를 꺾고 획득 |
| 14 | 마이클 엘긴          | 1    | 2016년 6월 19일  | 98       | 도미니온                                          | 1    | 래더 매치                                                          |
| 15 | 나이토 테츠야        | 1    | 2016년 9월 25일  | 259      | 디스트럭션 인 고베                                | 4    |                                                                    |
| 16 | 타나하시 히로시      | 2    | 2017년 6월 11일  | 28+      | 도미니온 인 오사카 성 홀                          | 1    | 현 챔피언                                                          |